# Galargues
Galargues es una comuna francesa situada en el departamento de Hérault, en la región de Occitania.

## Demografía
| 265 | 279 | 253 | 342 | 404 | 519 | 690 | 743 |
| Para los censos de 1962 a 1999 la población legal corresponde a la población sin duplicidades (Fuente: INSEE [Consultar]) |     |     |     |     |     |     |     |